# Atlantic (Schiff, 1850)
Die Atlantic war ein 1850 in Dienst gestelltes Passagierschiff der US-amerikanischen Reederei Collins Line, das für die Reederei bis zu deren Auflösung 1858 und danach für weitere Reedereien noch bis 1867 im Liniendienst stand. 1871 wurde das Schiff in New York abgewrackt.

## Geschichte

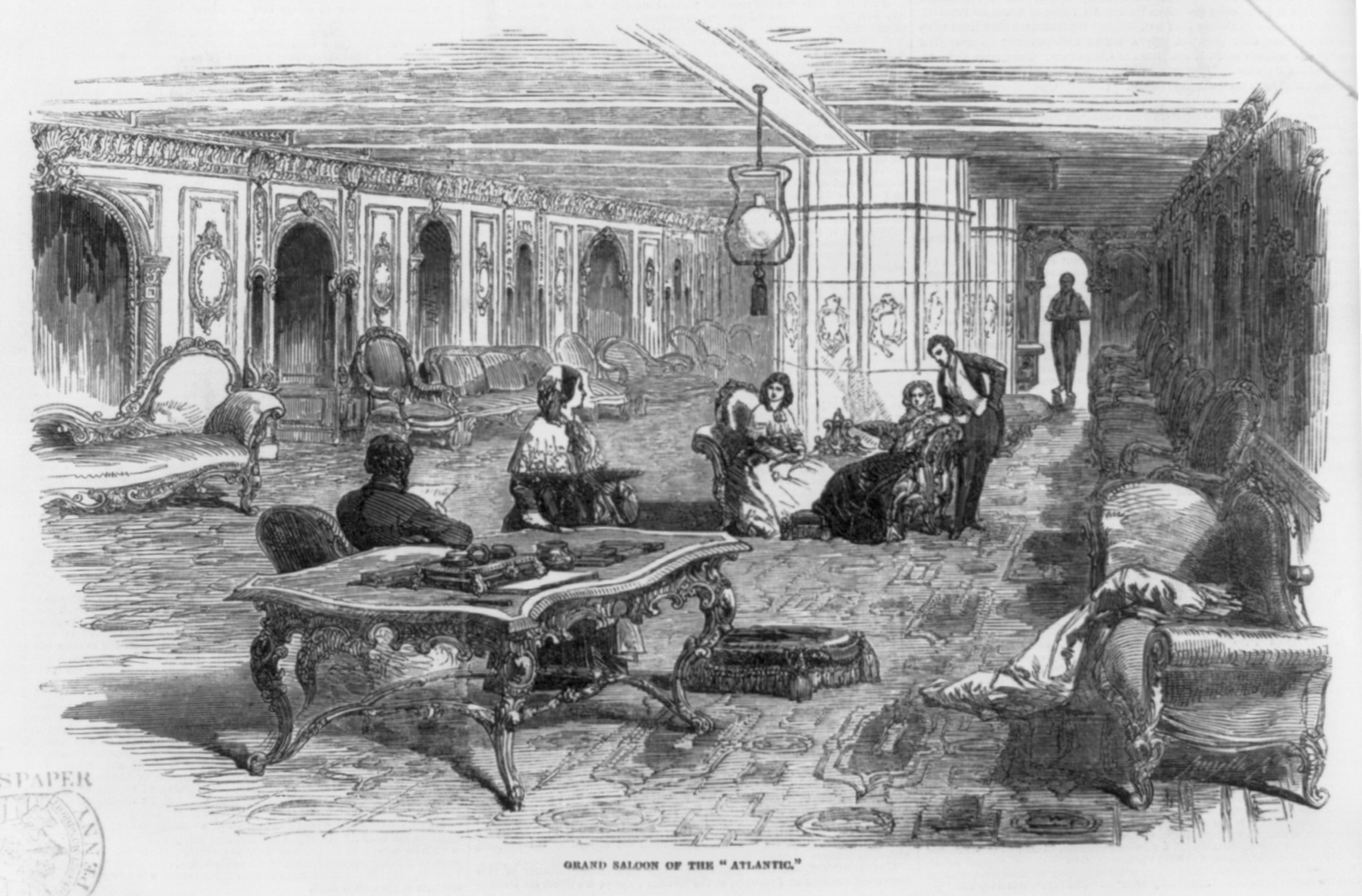
Der Grand Salon an Bord der Atlantic (aus The Illustrated London News vom Mai 1850)

Die Atlantic entstand in der Werft von William H. Brown in New York und lief am 1. Februar 1849 als erstes Schiff der Collins Line vom Stapel. Nach ihrer Ablieferung an die Reederei nahm sie am 27. April 1850 den Liniendienst von New York nach Liverpool auf. Ihr folgten wenig später die Schwesterschiffe Pacific, Arctic und Baltic.
Die erste Überfahrt der Atlantic verlief nicht reibungslos: Aufgrund von Problemen mit der Maschinenanlage musste das Schiff langsamer als geplant fahren und lag nach seiner Ankunft in Liverpool drei Wochen für Reparaturarbeiten im Hafen. Dennoch erwies sich die Atlantic als direkte Konkurrenz zur britischen Cunard Line als Erfolg. Das luxuriös ausgestattete Schiff mit moderner Ausstattung wie Meldeanlagen von der Brücke zum Maschinenraum oder von Luxuskabinen zu den Kabinen der Stewards sowie zuvor auf See ungekannte Annehmlichkeiten wie feiner französischer Küche legten den Grundstein für den späteren Konkurrenzkampf der großen Reedereien um das größte, schnellste und luxuriöseste Schiff.
In den darauffolgenden Jahren litt der Ruf der Collins Line durch mehrere verlustreiche Unglücke. 1858 wurde die kurzlebige Reederei aufgelöst. Die Atlantic ging daraufhin an die North Atlantic Steamship Company. Von 1861 bis 1865 diente sie als Versorgungsschiff und Hospitalschiff für die Nordstaaten während des Sezessionskriegs. Anschließend kehrte das Schiff in den zivilen Liniendienst zurück und fuhr hierbei für die Pacific Mail Steamship Company (1865 bis 1866), die North American Lloyd Steamship Company (1866) und zuletzt bis zu ihrer Ausmusterung im Dezember 1867 für die New York and Bremen Steamship Company im Dienst nach Southampton und Bremen. Anschließend lag die als teuer im Unterhalt geltende Atlantic mehrere Jahre bei Brooklyn, ehe sie 1871 zum Abbruch nach Cold Spring Harbor ging.